# Гусев, Дмитрий Николаевич
Дми́трий Никола́евич Гу́сев (26 октября 1894, Карсун, Симбирская губерния — 25 августа 1957, Москва) — советский военачальник, генерал-полковник (18.06.1944). Начальник штаба Ленинградского фронта, командующий 21-й армией, командующий войсками Ленинградского, Восточно-Сибирского и Забайкальского военных округов. Герой Советского Союза (06.04.1945).

## Биография
Родился 26 октября 1894 года в селе Карсун, ныне рабочий посёлок Ульяновской области, в семье адвоката. Русский. Окончил высшее начальное училище, служил чиновником-канцеляристом в одном из местных уездных присутственных мест.
В Русской императорской армии с 1916 года. Участвовал в Первой мировой войне. В 1917 году окончил Оренбургскую школу прапорщиков. Затем служил младшим офицером роты.
В РККА с 1918 года. Во время Гражданской войны был помощником командира стрелковой роты, помощником командира полка, командиром батальона, адъютантом полка, воевал на Восточном фронте. С июня 1922 года служил в 33-й стрелковой дивизии: начальник штаба 97-го стрелкового полка, заведующий разведкой дивизии, начальник оперативной части штаба дивизии, начальник штаба дивизии. При этом в 1926 году окончил Стрелково-тактические курсы усовершенствования комсостава РККА «Выстрел» имени Коминтерна. С октября 1930 — командир 87-го стрелкового полка 29-й стрелковой дивизии Белорусского военного округа. С марта 1936 — помощник командира 5-й стрелковой дивизии того же округа. С марта 1937 года был врид командира 48-й стрелковой дивизии, с июня 1937 по октябрь 1938 года — врид командира 5-й стрелковой дивизии. Член ВКП(б)/КПСС с 1932 года.

Могила Гусева на Новодевичьем кладбище Москвы.

С декабря 1938 года — преподаватель кафедры общей тактики Военной академии РККА имени М. В. Фрунзе. Участник советско-финской войны. Постановлением Совета Народных Комиссаров Союза ССР от 4 июня 1940 года Гусеву Д. Н. присвоено воинское звание «генерал-майор».
С июля 1940 года генерал-майор Гусев Д. Н. — заместитель начальника штаба Прибалтийского Особого военного округа.
В Великой Отечественной войне с июня 1941 года. В первые дни войны он был назначен исполняющим обязанности начальника штаба Прибалтийского Особого военного округа, который производил срочную мобилизацию в условиях быстрого немецкого наступления и эвакуацию воинских учреждений. 4 августа 1941 года назначен начальником штаба 48-й армии, а с 10 сентября 1941 года до 28 апреля 1944 года — начальник штаба Ленинградского фронта. Участник героической обороны Ленинграда, прорыва блокады и разгрома немецко-фашистских войск под Ленинградом.
С 28 апреля 1944 до конца войны генерал-полковник Гусев Д. Н. — командующий 21-й армией. Под его командованием войска армии прорвали мощную оборону противника на Карельском перешейке в ходе Выборгской операции 1944 года, успешно действовали в Висло-Одерской, Верхнесилезской, Берлинской и Пражской операциях.
18 июня 1944 года генерал-лейтенанту Гусеву Д. Н. присвоено воинское звание «генерал-полковник».
За умелое командование армией и проявленные при этом мужество и героизм Указом Президиума Верховного Совета СССР от 6 апреля 1945 года генерал-полковнику Гусеву Дмитрию Николаевичу присвоено звание Героя Советского Союза с вручением ордена Ленина и медали «Золотая Звезда» (№ 6092).
После войны с лета 1945 года командовал 4-й гвардейской армией, с апреля 1946-го по 1949 годы командовал войсками Ленинградского военного округа. В 1950 году он окончил Высшие академические курсы при Военной академии Генерального штаба. После чего, с апреля 1950 года командовал войсками Восточно-Сибирского и с мая 1951-го по май 1953 года — войсками Забайкальского военных округов. С мая 1953 года состоял в распоряжении министра обороны СССР.  С сентября 1955 года генерал-полковник Гусев — в отставке. Избирался депутатом Верховного Совета СССР 2-го созыва. Скончался 25 августа 1957 года. Похоронен на Новодевичьем кладбище в Москве.

## Память
Именем генерала Гусева названы улицы в Ульяновске и в Карсуне. Также его именем названа Карсунская средняя школа, на её здании установлена мемориальная доска. На стеле «Город воинской славы», установленной в 2011 году в Выборге, размещён барельеф с изображением Д. Н. Гусева.

## Воинские звания
- Полковник (29.01.1936)
- Комбриг (17.02.1938)
- Генерал-майор (04.06.1940)
- Генерал-лейтенант (03.05.1942)
- Генерал-полковник (18.06.1944)

## Награды
- Герой Советского Союза (06.04.1945)
- Четыре ордена Ленина (22.06.1944; 21.02.1945; 06.04.1945; 17.12.1954)
- Три ордена Красного Знамени (10.02.1943; 03.11.1944; 20.06.1949)
- Орден Суворова I степени (№ 138 от 21.02.1944)
- Орден Кутузова I степени (№ 45 от 19.05.1943)
- Орден Красной Звезды (16.08.1936)
- Медаль «За оборону Ленинграда»
- Медаль «За освобождение Праги»
- Медаль «За победу над Германией в Великой Отечественной войне 1941—1945 гг.»
- Медаль «XX лет Рабоче-Крестьянской Красной Армии»
- Медаль «30 лет Советской Армии и Флота»
- Медаль «В память 250-летия Ленинграда»

Иностранные награды
- Орден «Крест Грюнвальда» II степени (ПНР) (27.01.1946)
- Медаль «За Одру, Нису и Балтику» (ПНР)